# How to Deal
How to Deal är en amerikansk film från 2003 i regi av Clare Kilner. Filmen är baserad på Sarah Dessens romaner Someone Like You och That Summer.

## Handling
En tonåring har flera gånger upplevt kärlek som gått fel och vägrar tro att äkta kärlek existerar, då dyker en ny kille upp.

## Om filmen
Filmen är inspelad i Toronto, Brampton, Hamilton och Oakville, samtliga i Ontario, Kanada.
Den hade världspremiär i USA den 18 juli 2003.

## Rollista (urval)
- Mandy Moore - Halley Martin
- Allison Janney -Lydia Martin
- Trent Ford - Macon Forrester
- Alexandra Holden - Scarlett Smith
- Dylan Baker - Steve Beckwith
- Peter Gallagher - Len Martin (ej krediterad)

## Musik i filmen
- Billy S., skriven av James Robertson och Skye Sweetnam, framförd av Skye Sweetnam
- On & On, skriven och framförd av Stephen Bishop
- Do You Realize? Skriven av W. Coyne, S. Drozd, M. Ivins och D. Fridmann, framförd av The Flaming Lips
- It's on the Rocks, skriven av M. Ford, A. Robertson, B. Anderson och T. Castellano, framförd av The Donnas
- Why Can't I, skriven av Lauren Christy, Scott Spock, Graham Edwards och Liz Phair, framförd av Liz Phair
- Hidden Charms, skriven av Willie Dixon, framförd av Chester Burnett
- Promise Ring, skriven av Justin Dillon och Mike Busbee, framförd av Tremolo
- Take the Long Road and Walk It, skriven av Adam Nutter, Philip Jordan, Stuart Coleman och Robert Harvey, framförd av The Music
- Right Thurr, skriven av S. Daugherty, A. Lee och H. Bailey, framförd av Chingy
- Not Myself, skriven och framförd av John Mayer
- Thinking About Tomorrow, skriven av Beth Orton, Ted Barnes, Sebastian Steinberg och Sean Read, framförd av Beth Orton
- Surrender, skriven av Joy Askew och Takuya Nakamura, framförd av Echo
- Wild World, skriven och framförd av Cat Stevens
- That's When I Love You, skriven och framförd av Aslyn
- Wild World, skriven av Cat Stevens, framförd av Beth Orton
- Waves, skriven av Evan Stamka, framförd av The Best Rainy Days
- Here Is Gone, skriven av Johnny Rzeznik, framförd av The Goo Goo Dolls